# Bob Schul
Bob Schul, właśc. Robert Keyser Schul (ur. 28 września 1937 w West Milton, zm. 16 czerwca 2024 w Middletown) – amerykański lekkoatleta długodystansowiec,  mistrz olimpijski.
Od urodzenia cierpiał na astmę, z którą borykał się podczas kariery lekkoatlety. Studiował na Miami University w Ohio, a następnie wstąpił do United States Air Force. Był trenowany przez Mihaly’ego Igloi’a; stosował także metody Arthura Lydiarda. Początkowo specjalizował się w biegu na 1500 metrów i na 1 milę. Potem startował w biegu na 3000 metrów z przeszkodami, a wreszcie w biegu na 5000 metrów.
Na tym ostatnim dystansie zdobył brązowy medal podczas IV Igrzysk Panamerykańskich São Paulo 1963, a rok później wystąpił podczas XVIII Letnich Igrzysk Olimpijskich w Tokio. W biegu finałowym Michel Jazy z Francji objął prowadzenie na ostatnim okrążeniu i uzyskał pięciometrową przewagę. Robert Schul rozpoczął finisz na ostatnim wirażu, przegonił Michela Jazy’ego na 50 m przed metą i zdobył złoty medal z czasem 13.48,8 (Michel Jazy zajął 4. miejsce).
Robert Schul wygrał mistrzostwa Stanów Zjednoczonych w biegu na 5000 metrów w 1964 i w biegu na 3 mile w 1965 roku.
W ostatnich latach życia cierpiał na demencję. Zmarł 16 czerwca 2024 roku w wieku 86 lat w domu opieki w Middletown w stanie Ohio.